# Taifun Ewiniar
Taifun Ewiniar war der dritte benannte Sturm der Pazifischen Taifunsaison 2006. Während seiner Route nordwärts beeinflusste er Palau, Yap, Ostchina, die zu Japan gehörenden Ryūkyū-Inseln sowie Nord- und Südkorea. Er sorgte für heftige Regenfälle in den betroffenen Regionen.

## Sturmverlauf

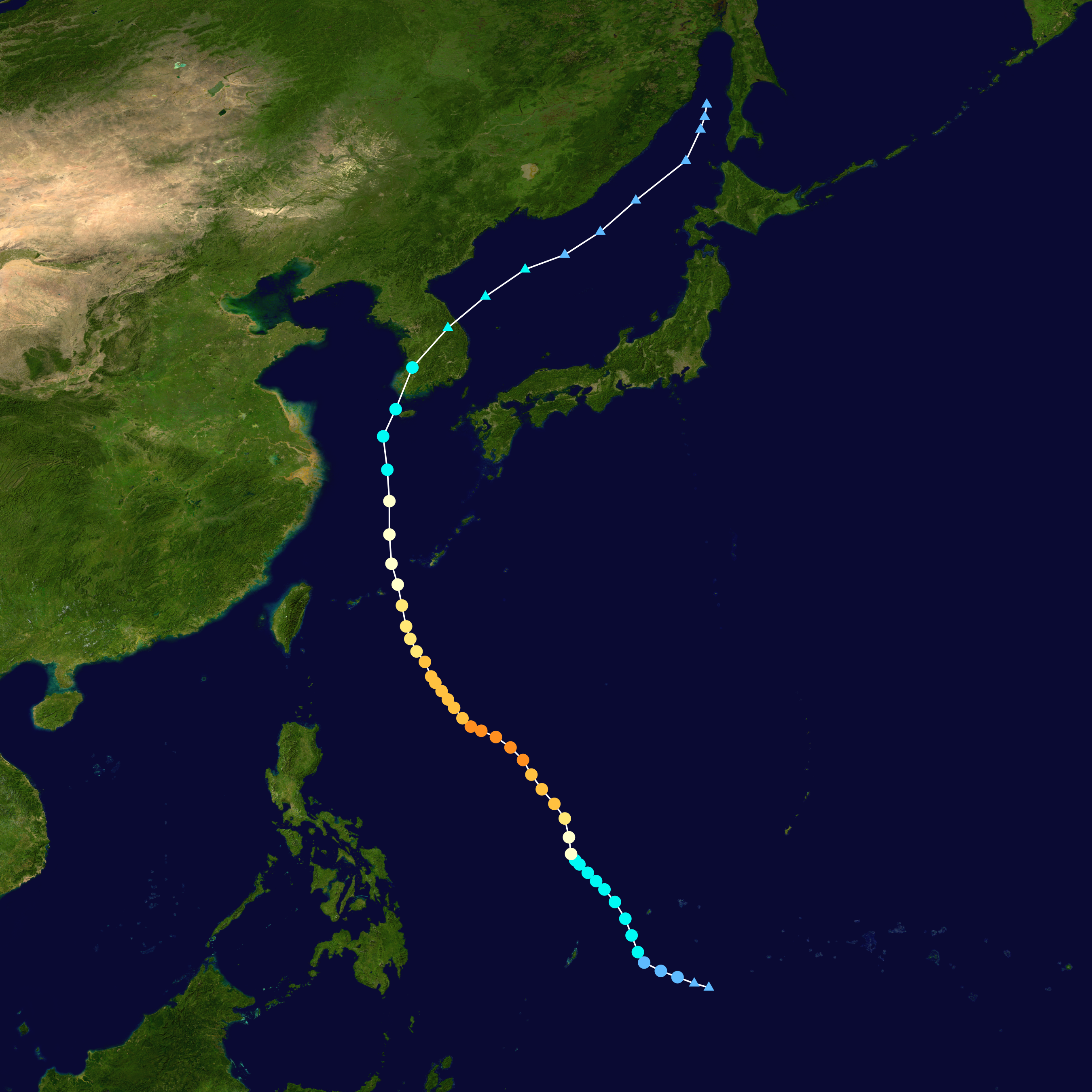
Sturmpfad von Ewiniar

Am 29. Juni wurde eine tropische Störung östlich von Palau durch das Joint Typhoon Warning Center gemeldet. Das System wanderte nordwestwärts und wurde bereits am nächsten Tag als tropischer Sturm klassifiziert, die Japan Meteorological Agency gab ihr den Namen Ewiniar. Dieser Name bezog sich auf den Sturmgott der Bevölkerung der Chuuk-Inseln Mikronesiens. In den nächsten zwei Tagen zog Ewiniar nord-nordwestwärts und brachte starke Regenfälle und Sturmfluten auf die Yap-Inseln.
Anschließend wanderte der Sturm nordwestwärts und erreichte seine maximale Stärke mit Windgeschwindigkeiten von 240 km/h und einem Minimaldruck von 930 hPa. Ewiniar zog weiter nordwärts und traf auf Ostchina. Als der Taifun am 10. Juli Südkorea erreichte, hatte er sich über kaltem Wasser bereits abgeschwächt und traf das Land als Tropischer Sturm. Er verfehlte die Hauptstadt Seoul um 50 Kilometer und schwächte sich über dem Japanischen Meer weiter ab.

## Auswirkungen

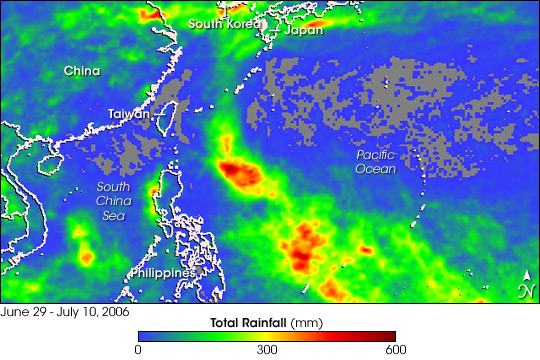
Niederschlagsmengen zwischen dem 29. Juni und dem 10. Juli, verursacht durch Ewiniar.

### Yap und Palau
Ewiniar verursachte auf Yap eine Sturmflut mit einer Höhe von 1,5 m und einen Sachschaden in Höhe von 100.000 US-Dollar. Die maximale Windgeschwindigkeiten lagen bei 98 km/h auf Yap und 85 km/h in Koror, Palau.

### China
Der Taifun tötete in China mindestens 34 Menschen, vor allem durch Erdrutsche in Gansu und Shanxi. Bis heute ist ungeklärt, ob die Erdrutsche tatsächlich durch Ewiniar verursacht wurden oder eine Kombination aus verschiedenen Wetterumständen dazu führten. Somit können die 34 getöteten Chinesen lediglich als indirekte Opfer eingestuft werden. 300 Flüge mit Start in Peking mussten abgesagt werden, Air China und China Eastern Airlines stoppten alle Flüge aus China nach Südkorea.

### Japan
Ewiniar – Bezeichnung in Japan: Taifun Nr. 3 (des Jahres Heisei 18) – traf Okinawa mit starken Regenfällen, Flüge und Fähren zu den benachbarten Inseln wurden gestoppt. Etwa 3.500 Touristen mussten auf den Flughäfen verweilen. In Nanjo wurden sieben Personen durch ein herabfallendes Schild verletzt, in Nago wurde ein junges Mädchen, in Yaese eine ältere Frau durch starke Winde verletzt. Die höchsten Windgeschwindigkeiten erreichte Ewiniar in Japan mit 126 km/h. Insgesamt betrug der Sachschaden 20 Mio. Yen.

### Südkorea
Südkorea war von allen Staaten am stärksten betroffen. 150 Quadratkilometer Ackerfläche wurden überflutet, mindestens sechs Personen starben, Drei wurden als vermisst gemeldet. Fast alle Flüge wurden abgesagt, Sturmfluten beschädigten offiziellen Angaben zufolge 600 Häuser.

### Nordkorea
Aufgrund der politischen Lage in Nordkorea gibt es nur wenig Informationen über die Auswirkungen des Taifuns in diesem Staat. Die asiatische Times berichtet jedoch von circa 60.000 Obdachlosen durch den Sturm.